# Saint-Lô-d'Ourville
Saint-Lô-d'Ourville è una località e un comune francese soppresso di 565 abitanti situato nel dipartimento della Manica nella regione della Normandia.
Prese il nome da san Laudo (Saint-Lô), vescovo di Coutances nel VI secolo.

## Società

### Evoluzione demografica
Abitanti censiti